# Температурно-солонісний аналіз
Температурно-солонісний аналіз (рос. температурно-солёностный анализ, англ. T-S method, thermohaline analysis, T-S analysis; нім. T-S Analyse f) – метод виділення та вивчення  водних  мас  Світового океану,  їх  взаємодії  та трансформації на основі характеристичної діаграми стану (T,S-діаграми). Вихідними слугують дані вимірювання температури та солоності вод. 

## Інтернет-ресурси
- Analysis of thermohaline
- Thermohaline analysis of the La Perouse Strait water - Springer

| Хвиля | Це незавершена стаття з океанології. Ви можете допомогти проєкту, виправивши або дописавши її. |